# La Lune de sang
Pour plus de détails, voir Fiche technique et Distribution.
La Lune de sang (Die Säge des Todes) est un film allemand réalisé par Jesús Franco, sorti en 1981.
Miguel, un jeune homme défiguré, a passé cinq ans dans une clinique psychiatrique après avoir assassiné une jeune fille. Il est remis en liberté sous la garde de sa sœur Manuela, qui dirige une école de langues. Peu de temps après, des étudiants commencent à mourir, victimes d'un mystérieux agresseur.

## Synopsis
Miguel, un jeune homme au visage horriblement défiguré, tente de tromper une fille en se mettant un masque et en faisant semblant d'être son petit-ami. Quand elle le démasque, il poignarde brutalement la jeune femme avec une paire de ciseaux. Après les crimes, Miguel est interné dans un asile psychiatrique pendant cinq ans. Lorsque sa peine est terminée, il est confié aux soins de sa sœur, Manuela. Avec sa tante invalide et la comtesse Maria Gonzales, sa sœur incestueuse, Manuela, gère un pensionnat pour jeunes filles appelé "L'internat international des clubs de jeunes d'Europe", sur la station balnéaire espagnole de la Costa Del Sol.
Quand Miguel prend le train du sanatorium, il aperçoit Angela, une femme brune aux cheveux longs. Pendant ce temps, le professeur Alvaro arrive à l'école pour rendre visite à Manuela, dans lequel Maria est en train de comploter et que Manuela ne veut que de l'argent. Cette nuit-là, Maria est au lit avant d'être brûlée à mort avec une torche. Angela arrive à l'école plus tard que ses amis, et reste dans la pièce où la fille a été tuée par Miguel. Tout en essuyant le miroir de la salle de bain, elle voit Miguel se refléter avant de courir dehors, où l'homme la suit. Elle est alors soignée par son amie Inga, et les deux vont rendre visite à Laura, Eva et au jardinier Antonio. Miguel va voir sa sœur, et il proclame son amour à Manuela; les deux s'embrassent, se touchent. Mais Manuela l'arrête, lui rappelant l'incident des années plus tôt et disant que personne ne les comprend.
Après une nuit à la discothèque, Antonio rentre chez Angela et lit dans son lit. Alors que le tueur se faufile dans la pièce, Eva apparaît à sa fenêtre et demande à emprunter un pull-over. Pendant qu'Eva se change, le tueur attaque et la transperce d'un long couteau dans son dos. Le lendemain la classe d'espagnol qu'Alvaro dirige, écoute des cassettes de dialecte espagnol. Sur la cassette d'Angela, la voix change soudainement et menace de la couper avec une scie à métaux. Elle crie quand elle voit Miguel à la fenêtre, mais disparaît quand Alvaro revient et la bande reprend ses leçons. Après avoir trouvé des vêtements sanglants chez Eva, Angela voit Antonio se disputer avec Manuela avant qu'un rocher ne descende d'une colline et tue presque Angela. Alors que Manuela remarque un de ses serpents manquant, Angela demande à Eva, avant de voir Antonio tuer un serpent avec des ciseaux de jardin, et court. Pendant qu'Antonio essaie de l'arrêter, Alvaro apparaît et lui dit d'arrêter de déranger ses étudiants.
Laura et ses amis vont dans la chambre d'Angela, où Inga est en train de feindre un acte sexuel pour qu'elle ne remarque pas la Eva, morte, suspendue dans le placard. Les filles voient Inga par la fenêtre et se moquent d'elle. Dehors, Angela voit Inga revenir dans une voiture jaune, semblable à celle conduite par Manuela. Le tueur masqué emmène Inga quelque part, accompagnée de son plein gré, où attachée avec une corde. Le tueur allume une scie électrique et pousse Inga vers elle. Mais après qu'un jeune garçon éteigne la machine, la scie se rallume et décapite Inga, avant que le tueur ne le poursuive et l'écrase avec la voiture. Pendant ce temps, Angela retourne dans sa chambre, où elle voit Antonio à la porte d'entrée et Miguel à la fenêtre, elle panique et se barricade dans la pièce. Elle laisse ensuite entrer Laura et lui propose de rester pour la nuit. Elle se rend au discothèque pour prendre quelques verres. Quand Laura revient, le tueur l'étrangle avec des lanières autour du cou. Angela, après avoir reçu un appel téléphonique menaçant, trouve les cadavres de ses amis et est attaquée par le tueur. Alors que Miguel est assommé pendant la lutte, les filles voient Alvaro dans sa voiture. Angela court vers Manuela et lui parle des corps. Manuela l'emmène dans une pièce et lui donne un verre pour la détendre.
Manuela et Alvaro discutent des tueries qu'il a commises, et Miguel réveillé les entend parler de ses meurtres. Manuela parle aussi de la façon dont Miguel pense l'aimer, et mentionne sa défiguration. Elle dit à Alvaro qu'elle a déjà été payée et lui dit de tuer Angela. Miguel va dans une pièce et, croyant finalement qu'Angela est sa sœur, commence à étouffer la blonde jusqu'à ce qu'elle lui enfonce une pointe dans le cou. Angela descend les escaliers et voit Alvaro et Manuela se battre, avant de pleurer sur le corps de la comtesse que Maria a trouvé dans une pièce. Alvaro entre dans la pièce et tient un couteau vers Angela, mais Manuela apparaît et assassine Alvaro avec une scie électrique; elle met la scie à la gorge d'Angela et lui rappelle qu'elle lui a sauvé la vie. Angela hoche la tête et s'enfuit. Manuela va alors dans sa chambre et parle à son frère mort, mais Miguel s'assoit et étrangle Manuela. Le film se termine avec Miguel s'effondrant et tenant la main de sa sœur, tandis qu'Antonio s'embrasse avec Angela alors que la police arrive.

## Fiche technique
- Titre : La Lune de sang
- Titre original : Die Säge des Todes
- Titre international : Bloody Moon
- Réalisation : Jesús Franco
- Scénario : Rayo Casablanca
- Production : Wolf C. Hartwig et Otto Retzer
- Musique : Frank Duval (chanson Love in the Shadow) et Gerhard Heinz
- Photographie : Juan Soler
- Montage : Karl Aulitzky et Christine Jank
- Direction artistique : Klaus Haase
- Costumes : Rolf Albrecht
- Pays d'origine : Allemagne de l'Ouest
- Format : Couleurs - 1,85:1 - Mono - 35 mm
- Genre : Horreur, Thriller
- Durée : 85 minutes
- Date de sortie : 27 mars 1981 (Allemagne de l'Ouest)
- Film interdit aux moins de 18 ans lors de sa sortie puis interdit aux moins de 16 ans aujourd'hui.

## Distribution
- Olivia Pascal : Angela
- Christoph Moosbrugger : Alvaro
- Nadja Gerganoff : Manuela
- Alexander Waechter : Miguel
- Jasmin Losensky : Inga
- Corinna Drews : Laura
- Ann-Beate Engelke : Eva
- Peter Exacoustos : Antonio
- Antonia García : Elvira
- Beatriz Sancho Nieto : Rita
- María Rubio : la comtesse Maria Gonzales
- Otto Retzer : Bueno

 Sauf indication contraire, les informations mentionnées dans cette section peuvent être confirmées par la base de données cinématographiques IMDb,  présente dans la section « Liens externes ».

## Commentaire
Très largement inspiré des succès de La Nuit des masques (1978) de John Carpenter et de la série naissante des Vendredi 13, La Lune de sang intègre toutes les règles propres aux films de slasher qui marquent ce début de décennie 1980. Plus rigoureux qu'à l'accoutumée sur le plan narratif, Jesús Franco délaisse son style personnel au profit du pastiche appliqué d'un genre horrifique en vogue.

## Autour du film
- Le tournage s'est déroulé à Alicante, en Espagne.
- Jesús Franco, le réalisateur fait une petite apparition dans le rôle d'un docteur[2].